# Slaviske folkeslag
 For alternative betydninger, se Slave (flertydig). (Se også artikler, som begynder med Slave)
De slaviske folkeslag er en fællesbetegnelse for de folkeslag, der taler slaviske sprog. Sammen med de germanerne, italerne, kelterne og grækerne udgør slaverne en af hovedgrupperne blandt de indoeuropæiske folkeslag i Europa.
Der er ikke helt klarhed over slavernes oprindelse, idet slaverne først udvikler et eget skriftsprog i 800-tallet. Jordanes nævner i Getica tre stammer med samme ophav: venderne, anterne og slaverne. Venderne skulle have bosat sig ved Wisła, slaverne mellem Wisła og Donau og anterne mellem Dnestr og Don. Også Plinius den Ældre, Tacitus og Ptolemæus nævner i det 1. århundrede et folk, som er bosat øst for Wisła, og som adskiller sig fra de germanske vandaler, der ligeledes var bosat i området.
Navnet "slaverne" (Sklavenoi) optræder første gang i byzantiske kilder i det 500-tallet. Under kejser Justinian 1. (527-565) dukker slaver og anter op hos byzantinske skribenter. De beretter om talrige slavere og antere, der har bosat sig i det Byzantinske Rige kommende fra Karpaterne, nedre Donau og fra Sortehavet. Prokopios skrev, at anterne og slaverne lignede hinanden med samme skikke og samme sprog.
I 18 og 1900-tallet har flere forsøgt at udpege en oprindelig hjemstavn for det slaviske folk. De østromerske kilder nævner det slaviske folk som en historisk gruppe, men det er ikke klart, hvorvidt denne gruppe er bredt sammensat af flere tidligere befolkningsgrupper, eller reelt er ét folkeslag med samme udgangspunkt.

## Slavernes opdeling
De slaviske folkeslag opdeles i normalt i tre undergrupper baseret på sproglige forskelle:
- Sydslavere: Herunder bulgarere, makedonere, serbere, bosniere, kroater, slovenere, montenegrinere
- Østslavere: Herunder russere, ukrainere, hviderussere
- Vestslavere: Herunder polakker, tjekker, slovakker, sorbere, kasjubere

Omkring det 6. århundrede begynder vestslaverne at brede sig fra det pannoniske område til det nuværende Østrig (med undtagelse af Vorarlberg og det vestlige Tyrol, der bosattes af alemannere). Fra omkring år 600 og i løbet af det 600-tallet strækker det slaviske bosættelsesområde sig til Elben og Saale, og videre sydligt til Mains flodområder (til Ochsenfurt) og Naab. Af det nuværende Polen var kun det yderste nordvestlige område ikke slavisk bosat.
Østslaverne breder sig på samme tid mod nord til det finsk-ugriske og baltiske område. Omkring slutningen af 800-tallet opstod det første østslaviske rige, Kijevriget, i det nuværende Ukraine, Hviderusland og Vestrusland under indflydelse af vikingerne. I senmiddelalderen deler østslaverne sig i hviderussere, ukrainere og russere. Sidstnævnte breder sig i det sene 16. århundrede fra Moskva til Stillehavet.
Sydslaverne rykkede i 500-tallet over nedre Donau mod Thrakien, Makedonien og til Peloponnes. I 600-tallet skete den største bosætning af slavere på Balkan, men de levnede fortsat plads til den oprindelige befolkning.
Mod slutningen af 600-tallet afsluttedes de store sydlige og vestlige vandringer af slavere.